# Stormberge
Die Stormberge (afrikaans; auch Stormberg; englisch: Stormberg Mountains oder Stormberg Range) sind ein Gebirgszug in der südafrikanischen Provinz Ostkap. Er gehört zur Großen Randstufe und erhebt sich bis fast 2200 Meter über dem Meeresspiegel.

## Geographie
Der Gebirgszug liegt im Inneren der Provinz Ostkap. Im engeren Sinne handelt es sich um ein Gebirge, das mit etwa 1500 bis 2169 Metern über dem Meeresspiegel einen Teil der Großen Randstufe bildet. Gelegentlich werden aber auch die südlichen Vorberge der über 3000 Meter hohen Drakensberge zu den Stormbergen gezählt.
Die Stormberge im engeren Sinne erstrecken sich in West-Ost-Richtung über etwa 80 Kilometer und in Nord-Süd-Richtung über 20 Kilometer. Der Name bedeutet „Sturmberge“. Westlich setzt sich der Gebirgszug in dem Bamboesberg-Massiv fort, nach Nordosten hin steigt er weiter an und geht in die Drakensberge über. Der höchste Berg liegt mit 2169 Metern über dem Meeresspiegel östlich der Stadt Molteno. Der höchste Straßenpass ist mit 1844 Metern der Penhoek Pass. Das Gebirge ist weitgehend ein Hochplateau mit einzelnen Tafelbergen. Der Stormberg River entspringt bei Molteno und fließt nordwärts zum Oranje. Das Klima ist semiarid. Im Ort Buffelsfontein in den Stormbergen wurde mit −20,1 °C die niedrigste jemals in Südafrika gemessene Außentemperatur registriert.
Nach dem Gebirgszug benannt wurde der Abzweigbahnhof Stormberg Junction, der nördlich der Stadt Molteno liegt. Dordrecht liegt im östlichen Teil des Gebirgszuges. Nördlich der Stormberge liegt die Stadt Jamestown, unmittelbar südlich liegt Sterkstroom.

## Geologie
Nach den Stormbergen ist die geologische Formation Stormberg-Gruppe benannt, die bis nördlich von Lesotho reicht. Die Formation – und damit die Stormberge – besteht aus Sedimentgesteinen, vor allem aus Sandstein, und ist im Zeitraum vor rund 230 bis 183 Millionen Jahren entstanden. Er ist die einzige Formation in der Kapregion, die nennenswerte Vorkommen an Steinkohle aufweist.

## Geschichte
Mitte der 1850er Jahre wurde in den Stormbergen erstmals Steinkohle gefunden, für deren Abbau die Infrastruktur des Gebietes ausgebaut wurde, unter anderem durch Gründung der Stadt Molteno und den Bau mehrerer Bahnstrecken. Stormberg Junction wurde aus strategischen Gründen vor Beginn des Zweiten Burenkrieges von den britischen Truppen besetzt. In der Nähe des Bahnhofs gewannen die gegnerischen Buren am 10. Dezember 1899 die Schlacht von Stormberg.
Das ehemalige Homeland Transkei hatte seinen westlichsten Punkt in den Stormbergen.

## Wirtschaft und Infrastruktur
In Molteno wird Steinkohlebergbau betrieben.
In Nord-Süd-Richtung verläuft die Fernstraße N6 über den Penhoek’s Pass durch das Gebirge. Die R 56 verläuft quer dazu durch die Stormberge. Die touristische Stormberg Route führt von Molteno über Dordrecht und weiter durch die Vorberge der Drakensberge über Barkly East und Rhodes nach Aliwal North.
Eine wichtige Bahnstrecke verbindet Bloemfontein und East London. Dabei führt sie durch Stormberg Junction, Molteno und Sterkstroom. Von Stormberg Junction führt eine Strecke westwärts nach Middelburg, eine andere Strecke verbindet Sterkstroom mit Dordrecht und führt weiter ostwärts nach Nqanqarhu.